# 森川敏雄
森川 敏雄（もりかわ としお、1933年〈昭和8年〉3月3日 - 2019年〈平成31年〉3月15日）は、日本の実業家。住友銀行頭取、全国銀行協会連合会会長などを歴任した。

## 人物
1933年、樺太豊原市に生まれる。小学校4年の時、父を大洋丸撃沈事件で亡くしたことから、その後の生活は困窮を極めた。高校時代からアルバイトに精を出しつつ、向学に燃えるが、私立大学は無論のこと浪人できるような余裕はなく、背水の陣で東京大学法学部を受験、合格する。
1955年4月、住友銀行入行。企画、総務、秘書役など国内畑を歩み、1976年国際管理部長に就任、国際畑に転じる。その後、加州住友銀行副頭取（サンフランシスコ駐在）。香港支店長を経て、1980年6月取締役に昇格。以後副頭取在任時まで海外部門を担務した。
1993年6月、巽外夫からの指名を受け、後継として頭取に就任。イトマン事件や金屏風事件で信用を失った住友銀の信頼回復のため、質実剛健の行風復活に取り組み、翌94年からは関西系としては初めて全銀協会長を務めた。1997年6月、全銀協会長時代在任時、一般委員長として森川を支えた西川善文に後事を託し会長に退いた。
2019年3月15日、肺炎のため死去。86歳没。

## 経歴
- 1955年4月 東京大学法学部を卒業後、住友銀行入行。
- 1971年10月 白山支店長[6]
- 1973年12月 赤羽支店長
- 1975年4月 秘書役[6]
- 1976年10月 国際管理部長
- 1978年
  - 4月 カリフォルニア住友銀行副頭取
  - 10月 カリフォルニア住友銀行副頭取兼サンフランシスコ支店副支店長[6]
- 1979年12月 香港支店長
- 1980年6月 取締役香港支店長[6]。
- 1981年4月 取締役国際企画部長
- 1984年
  - 2月 常務取締役国際企画部長
  - 4月 常務取締役国際業務本部長[6]。
- 1985年10月 専務取締役国際業務本部長
- 1987年1月 専務取締役国際総本部長[6]。
- 1990年10月 同行副頭取。
- 1993年6月 同行頭取。
- 1997年6月 同行取締役会長。
- 2001年3月 三井住友銀行相談役。
- 2002年6月 同行特別顧問。
- 2005年3月 同行名誉顧問。